# Club Polynésie
Le Club Polynésie est une association qui a joué un rôle précurseur dans le tourisme balnéaire des années 1950 puis fusionné avec deux autres en 1956-1957 au sein du Club Med, à l'occasion d'un regroupement permettant à ce dernier d'intégrer également dans son nouveau périmètre le Club des Villages magiques, fondé lui en 1950.

## Histoire

### Le fondateur
L'année 1954 voit la création du Club Polynésie par Henri Helle, alias "Monsieur H", homme d'affaires spécialiste du marché noir, selon son autobiographie,,. Passionné de plongée sous-marine, il fréquente la Corse depuis des années et mène en 1952 une expédition maritime privée pour plonger en mer faire remonter à la surface les épaves contenant le trésor du général allemand Erwin Rommel. 
Henri Helle anime le "Club Polynésie", basé au 33 rue Bassano, près des Champs-Élysées et offre à l'"Expédition Moana, qui fait le tour du monde de l'exploration sous-marine" de disposer d'un bureau dans ses locaux à Paris. De 1945 à 1953, il a dominé sans partage le trafic de cigarettes américaines, transitant parfois même par camions blindés sur la Promenade des Anglais de Nice sous la protection des motards ou importées de Tanger ou de Suisse et vendues en pleine Méditerranée.
En 1954, les réseaux de trafic de cigarettes blondes américaines, qui avaient permis entre 1949 et 1953 aux parrains corses de devenir « les nouveaux barbaresques de la Méditerranée », sortent de leur âge d'or :acheté entre 40 et 50 francs dans la zone internationale de Tanger, exemptée de droits de douane depuis 1923, chaque paquet était revendu entre 60 et 100 francs, contre un prix de vente public de 190 francs, souvent après le recours aux criques corses comme aire de déchargement. Le trafic est ensuite laminé par la vendetta qui suit l'affaire du Combinatie, navire qui quitte Tanger bourré de cigarettes de contrebande le 4 octobre 1952, et se détourne pour cause de tempête vers l'île de Riou, puis la baie d'Ajaccio, où les caisses sont cachées par Antoine Paoloni et Jean Colonna, futur maire de Pila-Canale en Corse-du-Sud et oncle de Jean-Jérôme Colonna.
Des enquêtes judiciaires causées par des indiscrétions mettent en difficulté Lucky Luciano, Nick Venturi, Jo Renucci et Marcel Francisci, jusque là protégés par l'ex-policier Robert Blémant et le SDECE, qui les utilisait à des missions de contre-espionnage au Maroc et en Méditerranée à partir de la Zone internationale de Tanger, truffée de bordels et de maisons de jeu. Paulo Leca, condamné par contumace aux travaux forcés à perpétuité le 10 décembre 1953, qui sur son yacht, trafiquait les cigarettes américaines au départ de Tanger devra plus tard se constituer prisonnier. Les règlements de compte ont ensuite causé plus de 20 morts, compilation de chronologies effectuées par Ours-Jean Caporossi, avec les ouvrages de Simon Grimaldi et les anciens journaux.

### Les publications
Le Club Polynésie publie la revue Polynésie. Le premier numéro est daté de novembre décembre 1955. Il justifie le choix de la marque utilisant le mot "Polynésie" comme renvoyant vers un « genre de vie en contact avec la nature, vie simple et saine qui est celle des vrais polynésiens », tout en expliquant que les Français ont trop peu de connaissances en géographie pour savoir où est située la , ce qui permet d'utiliser ce concept pour des villages de vacances en Europe un an après que le Club Med l'ait centré au contraire sur l'emploi d'étudiants tahitiens à Corfou en 1954 puis l'ouverture d'un village à Tahiti en 1955; 

### Les campagnes publicitaires
Le nouveau club bénéficie de campagnes publicitaires dans la presse, où les lecteurs peuvent des découper des bons à remplir et envoyer par la poste, et via des affiches publicitaires la reprenant, dont des affiches métalliques
. 
Les campagnes publicitaires recourent, sur les différents supports, à des images de hamacs et de jeune fille en bikini léger, avec un homme faisant du ski nautique la saluant  pour vanter sa triple implantation ,. De nombreuses cartes postales sont éditées.
Le slogan vante essentiellement des "vacances au soleil", et l'implantation du pays dans trois destinations différentes, Corse, Espagne et Yougoslavie. La quatrième, pourtant bien réelle, la ville de Tanger, n'apparait pas dans les campagnes publicitaires. 

### Les quatre implantations
Le Club Polynésie est implanté avec des villages de tentes en Corse, en Yougoslavie et en Espagne mais également à Tanger au Maroc, dans la Zone internationale de Tanger. 

#### Tanger
Le village de tente et son club de plongée sous-marine  de la Zone internationale de Tangersont installés dans les jardins magnifiques de l'ex-villa du célèbre espion, romancier et journaliste anglais Walter Burton Harris (en) .
Cette villa est devenue un palais entouré de plusieurs hectares d'un grand jardin d'essences rares de plantes et d’arbres de différentes espèces, transformée par  l’entrepreneur espagnol Onofre Zapata en casino en 1940 toujours surnommée un demi-siècle plus tard "La Villa Harris" après avoir été reprise et réhabilitée par le Club Med de Tanger dans les années 1970 puis abandonnée et reconstruite à partir de 2015,.

#### Yougoslavie
Le Club Polynésie implantera un village de toile en Yougoslavie, appelé "Camp du Lagon bleu", à  Pakostane en Croatie où seront plus tard installées 504 cases polynésiennes au sein d'une vaste pinède au bord de la mer par le Club Med.
La création du club coïncide avec l'ouverture de la Yougoslavie au tourisme international et les débuts de la production de guides touristiques imprimés yougoslaves, constatée en 1952-1953.

#### Corse
Le Club Polynésie s'est implanté sur un autre site paradisiaque de fonds marins turquoise, de Santa Giulia, en Corse, à Porto Vecchio. Il « est le premier à s'implanter sur la commune de » de Porto-Vecchio, en Corse, encore vierge de tout investissement touristique. Selon un guide l'époque, la Corse compte aussi, à Cargèse, le "Village du Carré d'As" des « Amis de l'Univers », domicilié au 121, rue Saint-Lazare à Paris
À Porto-Vecchio, le Club Polynésie est « l'élément déclencheur » de « l'accession de la commune au statut balnéaire ». Le démarrage du tourisme en Corse au milieu des années 1950 est porté par cette arrivée des campeurs dans la première commune à s'y lancer, à Porto-Vecchio, au moment où le camping commence à se démocratiser à grande échelle en France. 
Les campeurs réunis au "Club Polynésie" « aimaient se retrouver le soir dans la haute-ville pour flâner et se restaurer » et les cinq restaurants de la ville sont pleins tous les soirs.  À cette époque-là, « les touristes - peu nombreux - vivaient au contact de la population. Le soir, ils venaient danser dans les rues de Porto-Vecchio » témoigneront des habitants deux décennies plus tard.
Avec le Club Polynésie, au même moment, « est arrivé aussi le marché de la Carte postale » de plages paradisiaques qui font connaitre la ville dans toute l'Europe.

### La faillite de 1957
Le Club Polynésie succombe à un "trafic de cigarettes" consécutif à la déstabilisation de celui après l'affaire du Combinatie de 1953, qui a inspiré Quai des blondes, film de Paul Cadéac, sorti en 1954.
L'enquête est menée par le juge d'instruction Fougères, du tribunal de la Seine, déjà en charge d'autres développements concernant Jacques Franchi, membre du "gang des cigarettes" et lié à l'affaire du Combinatie, après la mort du trafiquant Frédéric Ebel, surnommé le « roi du napoléon »  car également soupçonné de trafic d'or. Frédéric Ebel est décédé en avril 1956 avec ses deux guides, dans l'affaire de la Vallée Blanche, qui tient en haleine la presse envoyée dans le village savoyard de Chamonix,. 
Le Club Polynésie fit faillite « de manière retentissante en plein été » et certains des vacanciers ont mis « près de dix jours à regagner Paris après une amère déconvenue » en Yougoslavie. Cette faillite est causée par un passif de 200 millions de francs de l'époque, qui fait les gros titres des journaux, avec un rapatriement en catastrophe des membres en vacances en Yougoslavie, où il n'y a plus d'argent pour faire tourner l'activité. La reprise a lieu en 1957, l'année où le Club Med introduisit le collier-bar, sa nouvelle monnaie .
L'affaire a éclaté en août 1957 au camp du Lagon Bleu, en Yougoslavie, où « des centaines de campeurs se sont retrouvés abandonnés », faute de fonds disponibles, avant d'être rapatriés par l'État yougoslave. À la fin de l'été 1957, le Club Polynésie est mis en faillite par le tribunal de commerce de la Seine après une enquête du juge d'instruction, pour infractions à la législation, à la suite d'une plainte au sujet de d'Air France, victime de deux chèques impayés de 2,5 millions de francs chacun. La déconfiture du Club Polynésie à Santa-Giulia a par ailleurs aussi lésé cinquante-cinq créanciers insulaires. 
Jean-Paul de Rocca Serra, député-maire de Porto-Vecchio comme son père, battu aux législatives de 1951, mais élu sénateur en 1955, demande une reprise de l'association, afin de sauver l'économie locale et vient chercher Gilbert Trigano, alors en passe de prendre le contrôle du Club Med, pour qu'il s'en occupe. En accédant à sa demande, le Club Med a intégralement dédommagé lesdits créanciers.

### A Tahiti
Deux ans avant la reprise, le Club Med s'était déjà installé en Polynésie française en 1955 à Tahiti, l'année des débuts du tourisme dans cette partie du Pacifique, ce qui fait les Polynésiens découvrent, quasiment, avec le Club leurs premiers touristesMême si les 75 chambres du "Moana Hôtel" avaient vu le jour en 1901, il avait fallu attendre la militarisation de l’archipel durant la Seconde Guerre mondiale pour apporter un stimulus à l’hôtellerie puis l'ouverture des 350 chambres du Reef Hôtel en 1955, qui a alors signifié « un tournant ».
Le Club Med à Tahiti est annoncé dès janvier 1955 dans Le Trident, la revue du , peu après la création du Club Med. Cest le premier et le seul ouvert toute l'année, avec 8 départs en tout,. Les départs s’opèrent de Marseille sur les bateaux des Messageries Maritimes, avec logement dans des cabines-dortoirs. Au début il faut disposer de trois mois et demi mais en 1958, c'est ramené à un mois, avec le voyage en avion. Le paiement peut s'effectuer pour moitié à tempérament, en 18 mensualités. Il a cependant beaucoup de mal à faire le plein, avec chaque année 600 membres maximum pour un village de 200 à 300 places.

### En Méditerranée
Le village de toiles en Corse repart, lui, sous l'étiquette « Club Med » en 1958, mais sera en butte à des pressions des nationalistes corse plus tard. Gérard Blitz et son épouse  Claudine dirigent le village à ses débuts, relancé avec des cases, alors que les restrictions contre la spéculation sur le franc de mai 1958 empêchent de relancer le village croate en Yougoslavie.
L'année de la faillite du « Club Polynésie » est créé le Club européen du tourisme, appelé d'abord Centre d'étude touristiques par François Huet et Marcel Lesur, deux anciens des auberges de jeunesse.
Le Moana Hôtel, avec ses 75 chambres, est inauguré en 1901 et s’agrandit de deux ailes en 1918. Il est possible d’être hébergé à Waikiki mais la majeure partie de la capacité d’hébergement reste à Honolulu.
La militarisation de l’archipel durant la Seconde Guerre mondiale encourage l’hôtellerie, l’armée louant en totalité les principaux hôtels pendant le conflit. Friands de spectacle, les boys dynamisent Waikiki. Autant dire que le secteur touristique est prêt à affronter le boom de l’après-guerre avec l’augmentation des flux et la mise en place d’un hébergement pour les classes moyennes. L’ouverture du Reef Hôtel en 1955 et ses 350 chambres marque un tournant. L’« hôtel-building », devient le modèle hôtelier des années 1970 à Waikiki, le plus célèbre étant le Sheraton Waikiki